# Carl Fredrik Adler
Carl Fredrik Adler (* 30. September 1720 in Schloss Näsby, Almby, Örebro, Schweden; † 1761 auf Java) war ein schwedischer Naturforscher und Arzt.

## Leben
Adler studierte an der Universität Uppsala und promovierte dort bei Carl von Linné am 9. Juni 1752 über die Biolumineszenz von Noctiluca marina.
Zwischen 1748 und 1761 machte er mehrere Reisen als Chirurg auf Schiffen der Schwedischen Ost-Indischen Kompanie. 1761 starb er an einem unbekannten Fieber vor Java.
Von seinen Reisen schickte er regelmäßig Proben an Linné.